# Coscinia cribrum
Coscinia cribrum är en fjärilsart som beskrevs av Carl von Linné 1761. Coscinia cribrum ingår i släktet Coscinia och familjen björnspinnare. Inga underarter finns listade i Catalogue of Life.